# Істотний многовид
Істотні многовиди — особливий тип замкнутих многовидів. Поняття було введено Громовим.

## Означення
n-вимірний замкнутий многовид М називається істотним, якщо його фундаментальний клас [М] визначає ненульовий елемент в гомології його фундаментальної групи π.
Точніше, природний гомоморфізм
{\displaystyle H_{n}(M)\to H_{n}(K(\pi ,1))},
не тривіальний.
Тут фундаментальний клас береться в гомологій з цілими коефіцієнтами, якщо многовиди є орієнтованим, і коефіцієнтами за модулем 2 в іншому випадку.

## Приклади
- Все замкнуті поверхні (тобто 2-мірні многовиди) є істотними, за винятком 2-сфери S2.
- Дійсний проективний простір RPn є істотним, оскільки включення
{\displaystyle \mathbb {RP} ^{n}\to \mathbb {RP} ^{\infty }}

є ін'єктивним в гомологіях і
{\displaystyle \mathbb {RP} ^{\infty }=K(\mathbb {Z} _{2},1)}
 — це K(π,1)-простір скінченної циклічної групи порядку 2.
- Всі компактні асферичні многовиди є істотними (оскільки асферічність має на увазі, що многовид сам вже є K(π,1))
  - Зокрема, всі компактні гіперболічні многовиди є істотними.
- Все лінзові простори є істотними.

## Властивості
- Зв'язна сума істотних многовидів істотна.
- Прямий добуток істотних многовидів істотний.
- Будь-який многовид, що допускає відображення ненульового ступеня в істотний, також є істотним.